# Nicolás Maduro

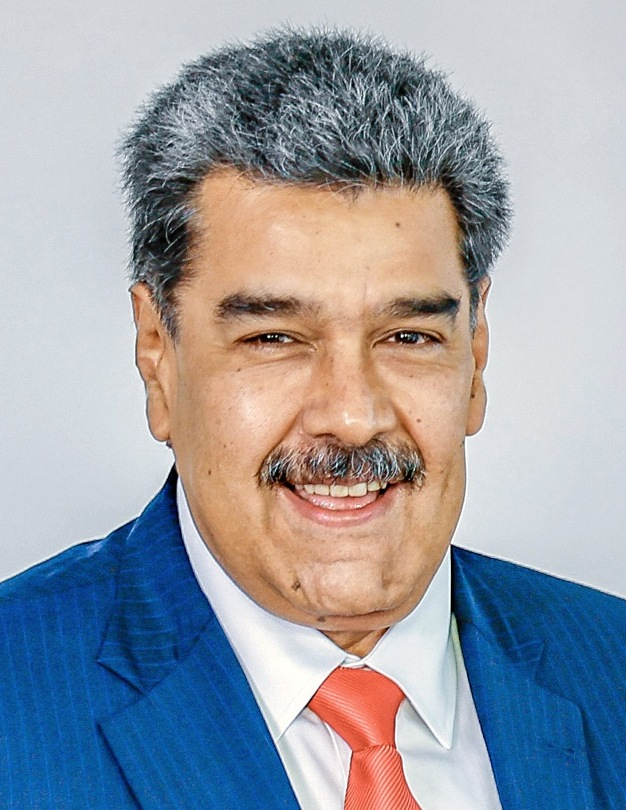
Nicolás Maduro (2023)

Nicolás Maduro Moros [nikoˈlas maˈðuɾo ˈmoɾos] (* 23. November 1962 in Caracas) ist ein venezolanischer Politiker der Vereinigten Sozialistischen Partei. Seit 2013 ist er der Staatspräsident Venezuelas. Vor der Präsidentschaft war er Außenminister (2006–2013) und ab Oktober 2012 Vizepräsident. Maduro regiert mit einer autoritären Politik als Diktator; er unternahm Versuche, das gewählte Parlament abzusetzen und setzte offen Wahlfälschung ein. Ihm wurde zudem korruptes Verhalten vorgeworfen. Die Vereinten Nationen werfen Maduro Verbrechen gegen die Menschlichkeit vor.

## Leben

### Frühe Jahre
Maduro wurde 1962 als Sohn einer kolumbianischen, katholischen Mutter in Caracas geboren. Sein Vater, Nicolás Maduro García, dessen Familie von sephardischen Juden aus Curaçao abstammte, war Mitbegründer der sozialdemokratischen Partei Demokratische Aktion (Acción Democrática, AD) und organisierte 1952 einen Streik in der Erdölindustrie gegen die Militärregierung. Der Aufstand scheiterte, die Wahlen wurden annulliert und sein Vater flüchtete vor der diktatorischen Militärregierung von Marcos Pérez Jiménez. Nicolás Maduro García distanzierte sich in den 1960er Jahren von der AD. 1967 wurde der fünfjährige Nicolás Maduro Junior von seinen Eltern auf das Treffen der „Wahlbewegung des Volkes“ (MEP, einer linken Abspaltung der AD) mitgenommen und ein Jahr später zu den großen öffentlichen Aktionen zur Unterstützung der Präsidentschaftskandidatur von Luis Beltrán Prieto Figueroa. Mit zwölf Jahren begann er sich in der Bewegung „Ruptura“ zu engagieren, einem Projekt des legendären venezolanischen Guerillaführers Douglas Bravo. Nach seinem Schulabschluss am Liceum José Ávalos in El Valle trat Maduro Ende der 1970er Jahre als Studentenführer hervor, obwohl er selbst gar nicht studierte.
Er arbeitete in der Sozialistischen Liga mit und war in deren nationalem Führungsgremium ebenso aktiv wie im Regionalkomitee von Caracas, zeitweise auch als Leibwächter für politisch aktive Genossen wie den Anwalt und Journalisten José Vicente Rangel, als dieser im Jahr 1983 kandidierte. 1986 besuchte er mit anderen linken Aktivisten für ein Jahr politische Schulungskurse in der Escuela Nacional de Cuadros Julio Antonio Mella auf Kuba, was durch ein Stipendium der Sozialistischen Liga ermöglicht wurde. Nach seiner Rückkehr aus Kuba wurde Maduro Mitbegründer der neuen Gewerkschaft des öffentlichen Personennahverkehrs von Caracas SITRAMECA, in deren Gremien er auch gewählt wurde. Er war 1991 Busfahrer für die staatseigene Metro Caracas. Parallel zur Gewerkschaftsarbeit für SITRAMECA war Maduro zunächst Mitglied in der von Hugo Chávez gegründeten Bolivarianischen Revolutionsbewegung, die sich die Realisierung eines dritten Staatsmodells zwischen sozialistischer Staatswirtschaft und Kapitalismus auf die Fahnen geschrieben hatte. Seine Freundschaft zu Chávez reicht in die Jahre zurück, als Maduro sich mit Cilia Flores, einer Anwältin und seiner späteren Frau, für die Freilassung des inhaftierten Chávez einsetzte, der nach dem fehlgeschlagenen Putschversuch vom Februar 1992 gegen Präsident Carlos Andrés Pérez (1922–2010) zu einer langjährigen Haftstrafe verurteilt worden war. 1994 wurde Chávez begnadigt. Zwischen 1994 und 1997 war Maduro Mitglied der Nationaldirektion der Bolivarianischen Revolutionsbewegung. Maduro teilt die Ausrichtung auf Russland, die Chávez in Ablehnung der USA eingenommen hatte.
1997 gehörte er neben Hugo Chávez zu den Mitbegründern der „Bewegung für eine Fünfte Republik“ (Movimiento Quinta República (MVR)) und wurde als deren Kandidat bei der Wahl zur konstituierenden Nationalversammlung 1998 erstmals zum Abgeordneten gewählt (im Dezember 1998 wurde Chávez mit 56 % zum Präsidenten gewählt). Bei den Wahlen zur Nationalversammlung von 2000 und 2005 wurde er wiederum zum Abgeordneten gewählt und vertrat die Interessen der MVR des Wahlkreises Distrito Capital. Von 2000 bis 2001 war er zunächst Vorsitzender der Fraktion des MVR in der Nationalversammlung sowie bis 2003 Vorsitzender des Ausschusses für die Entwicklung der sozialen Integration. Nach der Parlamentswahl am 4. Dezember 2005 (die Opposition boykottierte sie wegen befürchteter Manipulation der Wahlcomputer; die PSUV bekam eine hohe Mehrheit) wurde er zum Sprecher der Nationalversammlung gewählt und hatte dieses Amt bis August 2006 inne. Nachfolgerin als Sprecherin des Parlaments wurde seine Ehefrau Cilia Flores. Ihr wird Vetternwirtschaft vorgeworfen (sie setzte dutzende Verwandte auf die Gehaltsliste des Parlaments). Ein Korruptionsverfahren wurde eingestellt. Zwei mit venezolanischen Diplomatenpässen ausgestattete Neffen von Cilia Flores wurden in Haiti beim Versuch, 800 kg Kokain zu schmuggeln, verhaftet und an die USA ausgeliefert.

### Als Außenminister

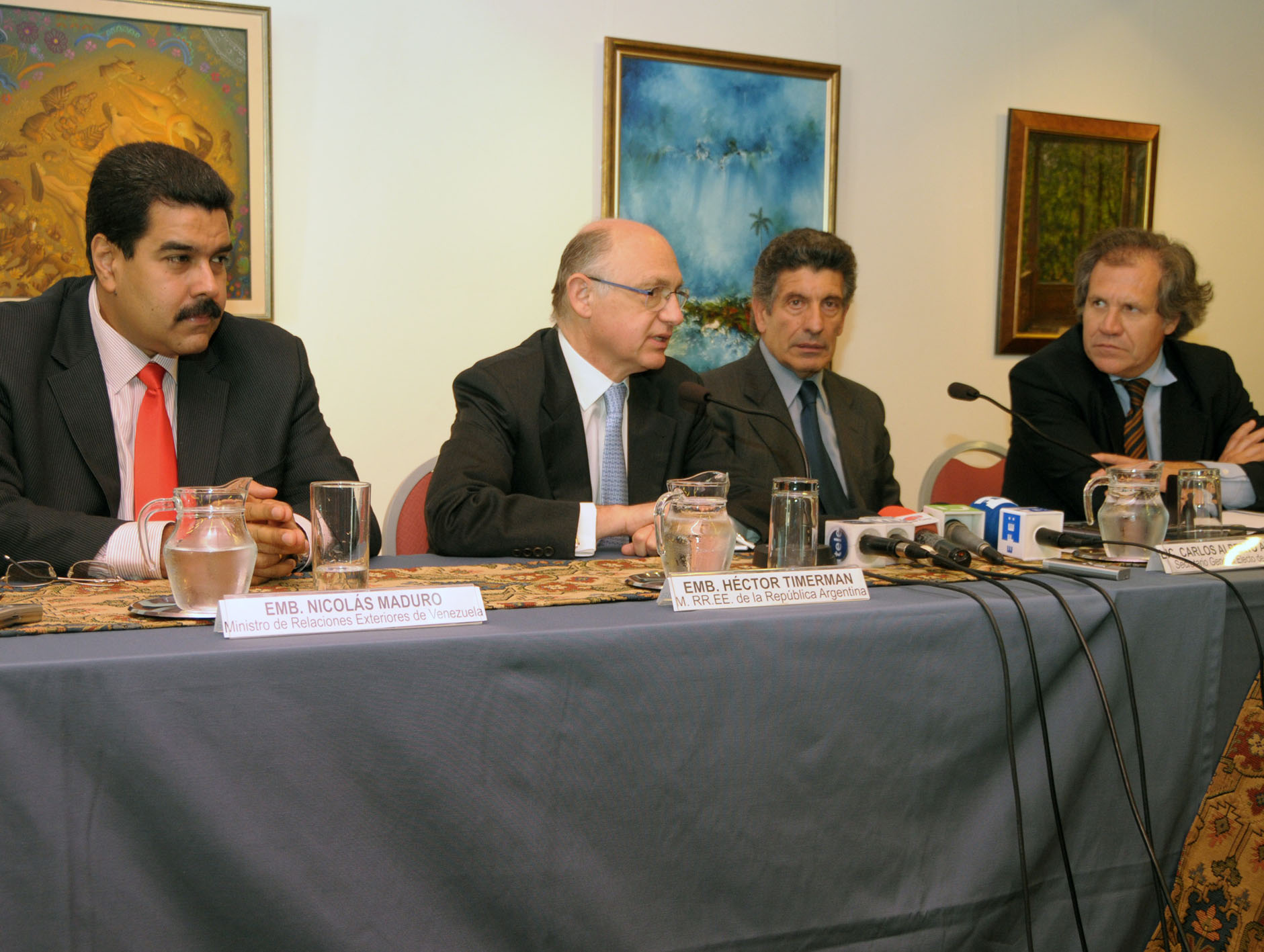
Maduro (ganz links) auf einer Konferenz der Lateinamerikanischen Integrationsvereinigung in Uruguay (2011)

Am 9. August 2006 wurde Maduro von Präsident Chávez zum Außenminister ernannt. Im September 2006 kam es zu Verstimmungen in den Beziehungen zu den USA, als Maduro nach einer Rede vor der UN-Generalversammlung vor dem Rückflug nach Venezuela auf dem Flughafen New York von Sicherheitsbeamten „schikaniert“ wurde. Die US-Regierung entschuldigte sich später dafür. Im Oktober 2007 hielt er eine weitere Rede vor der Generalversammlung der Vereinten Nationen in New York, in der er die Situation seines Landes, den internationalen Terrorismus und den Irakkrieg thematisierte und hauptsächlich die USA kritisierte.
In einem Interview äußerte er im Januar 2009 seine Ansichten zur globalen Wirtschaftskrise sowie der Situation Amerikas und Europas. Er warnte davor, nach dem „Zusammenbruch des neoliberalen Paradigmas“ die Fehler bei der Bewältigung der europäischen Finanzkrise zu wiederholen, die Lateinamerika in seiner Geschichte bereits begangen hat. Die Verstaatlichung von Banken in den USA und die Debatte um Verstaatlichungen in Europa seien ein Beispiel dafür. Maduro forderte, dass die „Verschwörungen und Komplotte“ gegen die demokratisch gewählten Präsidenten Lateinamerikas ein Ende haben müssten. Es dürfe keinen Putschversuch mehr geben, wie er 2002 gegen Präsident Chávez unternommen wurde, und keine Verschwörungen, wie sie gegen Boliviens Präsidenten Evo Morales geschmiedet wurden. Lateinamerika habe sich für immer verändert, und diese Einsicht müsse sich auch in Washington durchsetzen, sonst würden die USA noch mehr in die Isolation geraten, als sie es ohnehin schon seien.
Im Januar 2009 kam es zu einer Belastung der diplomatischen Beziehungen zu Israel. Nachdem Venezuela wegen der Militäroffensive (Operation Gegossenes Blei) der israelischen Streitkräfte im Gazastreifen israelische Diplomaten ausgewiesen hatte, ordnete die israelische Regierung die Ausweisung des venezolanischen Botschafters und seines Stabes an. In einem Interview mit dem Fernsehsender Al Jazeera führte Maduro zur Ausweisung des venezolanischen Botschafters durch Israel aus:

„Die Antwort des Staates Israel ist schwach, verspätet und in jeder Art für uns eine Ehre. Wir sind stolz, dass der heute existierende Staat Israel, der von diesen Kriminellen geführt wird, diese Entscheidung getroffen hat.“

Im Juli 2009 gehörte er zu den Vermittlern in der honduranischen Verfassungskrise.

### Präsidentschaft

#### Machtübernahme 2013 und erste Jahre seiner Präsidentschaft
Am 11. Oktober 2012 ernannte Chávez nach seiner Wiederwahl Nicolás Maduro zum Nachfolger von Elías Jaua im Amt des Vizepräsidenten. Am 16. Januar 2013 ersetzte Elías Jaua Nicolás Maduro im Amt des Außenministers. Nach dem Tod von Hugo Chávez wurde Maduro am 8. März 2013 als Interimspräsident vereidigt. Er forderte rasche Neuwahlen, deren Termin am 9. März auf den 14. April 2013 festgelegt wurde. Während des Wahlkampfes wurden Opposition und Medien erheblich eingeschüchtert und behindert.
Nach Angaben der Wahlbehörde gewann Maduro die Präsidentschaftswahl am 14. April 2013 nur knapp mit 50,66 % der Stimmen gegen seinen konservativen Herausforderer Henrique Capriles (49,06 %). Die Opposition beklagte zahlreiche Unregelmäßigkeiten bei der Wahl, wie nicht geheime und doppelte Stimmenabgaben und Einschüchterung der Wähler. Die von den Chavistas kontrollierte Wahlbehörde lehnte jedoch eine über eine Stimmenauszählung hinausgehende Überprüfung der Wahl ab und erklärte das Ergebnis für gültig. Maduro übernahm einen Staat, dessen Erträge zu 95 Prozent vom Erdölverkauf abhingen und der über keinerlei Reserven verfügte.
Maduro bot dem Whistleblower Edward Snowden im Juli 2013 Asyl an.
Ende September 2013 ernannte Nicolás Maduro den Neffen seiner Frau, Carlos Erick Malpica Flores, zum Schatzmeister der Republik.
Maduro forderte das Parlament auf, ihm mehr Macht im Kampf gegen Korruption zu übertragen.
Während einer beginnenden Wirtschaftskrise ließ Maduro im November 2013 alle Geschäfte der Elektrowarenkette Daka besetzen. Dabei wurden die Ladenbesitzer verhaftet und die Läden von Passanten geplündert. Aufgrund der Krise erhielt Maduro Sondervollmachten. Demnach sollte er ein Jahr lang Gesetze ohne die Zustimmung des Parlamentes in Kraft setzen dürfen. Nach einem Stromausfall in Venezuela machte Maduro die Opposition dafür verantwortlich und sprach von Sabotage.
Schon im Februar 2014 kam es zu Protesten gegen die hohe Kriminalität, die Warenknappheit und die steigenden Preise in Venezuela (siehe Proteste in Venezuela 2014). Sechs Demonstranten wurden bei den Krawallen getötet. Maduro beschuldigte indessen Alvaro Uribe, einen ehemaligen Präsidenten von Kolumbien, die Opposition zu finanzieren und zu kontrollieren. Im November 2014 betrug die Zustimmung zu Maduros Politik in der Bevölkerung noch 24,5 Prozent. Im weiteren Verlauf des Jahres 2014 sank der Ölpreis und Venezuela verlor durch sinkende Einnahmen die Fähigkeit, die Versorgung des Landes durch Importe zu gewährleisten.
Bei den Parlamentswahlen in Venezuela 2015 erhielt die Opposition zwei Drittel der Mandate. Maduro regiert seitdem mit Notverordnungen. Die Versorgungslage im Land wurde immer prekärer. „Maduro-Diät“ nannten die Venezolaner die steigende Mangel- und Unterernährung. Laut einer Umfrage haben drei Viertel der Venezolaner im Jahr 2016 im Schnitt acht Kilogramm Körpergewicht verloren.

#### Abberufungsreferendum 2016

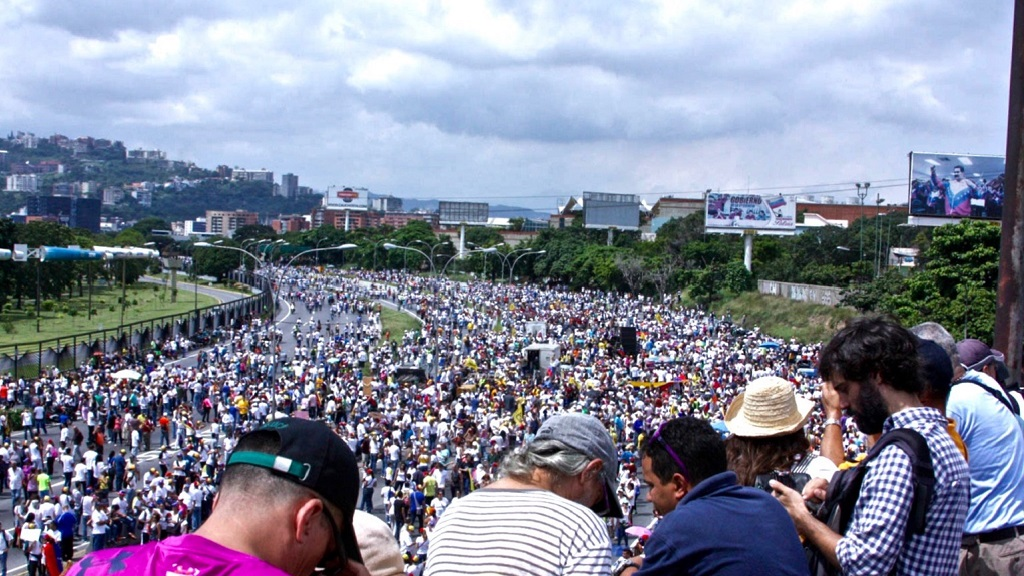
Demonstranten fordern ein Referendum über die Abberufung von Präsident Maduro (Oktober 2016)

Im März 2016 befürworteten zwei Drittel der Venezolaner in einer Umfrage des Verteidigungsministeriums die Absetzung Maduros. Anfang Mai 2016 wurde von der Opposition das Abberufungsreferendum in Venezuela 2016 gestartet. Im Juli 2016 wurde von offizieller Seite bekannt gegeben, dass mit 399.412 gültigen Unterschriften ausreichend Unterstützer für die erste Runde des Referendums vorliegen. Dabei musste in allen Bundesstaaten mindestens ein Prozent der Wahlberechtigten erreicht werden. In der zweiten Runde müssen laut Verfassung innerhalb von drei Tagen 20 Prozent der Wahlberechtigten (ca. 4 Mio. Venezolaner) unterschreiben. Gelingt dies, muss der Text des Referendums bald umgesetzt werden und der Präsident wird abgesetzt. Bis zum 10. Januar 2017 mussten danach gemäß Verfassung Neuwahlen abgehalten werden, nach diesem Datum wäre Maduro von seinem Vizepräsidenten, dem Sozialisten Aristóbulo Istúriz, ersetzt worden, da es im Falle eines erfolgreichen Abwahlreferendums keine Neuwahlen gibt, falls zum Zeitpunkt eines erfolgreichen Referendums der aktuelle Präsident nicht mehr länger als zwei Jahre im Amt wäre. Der nationale Wahlrat von Venezuela setzte das Datum auf Februar 2017 fest und stellte die (verfassungswidrige) Hürde auf, dass das Quorum von 20 Prozent in allen Staaten erreicht werden müsse. Auch die Regionalwahlen von Ende 2016 wurden vom Regime von Maduro verschoben. Die Nationalversammlung bezeichnete mit breiter Mehrheit die spätere Absetzung des Referendums durch den Nationalen Wahlrat wegen Ungültigkeitserklärungen der ersten Unterschriftenrunden durch regimetreue Gerichte in einer Resolution als „Zusammenbruch der Verfassungsordnung“, was einem „Putsch des Maduro-Regimes“ gleichkomme.
Ende Oktober 2016 eröffnete das Parlament ein politisches Verfahren wegen des Verdachts auf „Verfassungsbrüche, Menschenrechtsverletzungen, Angriffe auf die Demokratie und die wirtschaftliche Krise“ gegen Maduro. Er wurde aufgefordert, am 1. November im Parlament Fragen zu beantworten und zu den Vorwürfen Stellung zu nehmen. Das Parlament setzte auch einen Untersuchungsausschuss ein. Im Dezember 2016 erklärte das Oberste Gericht einen Vorstoß des Parlaments, das eine Amtsenthebung gefordert hatte, für verfassungswidrig. Zu dieser Zeit hatten sich in einer Meinungsumfrage 80 Prozent der Venezolaner für eine Absetzung Maduros ausgesprochen. Am 9. Januar 2017 erklärte das Parlament den Präsidenten für abgesetzt und hoffte auf Neuwahlen. Auch weil sich das Verfassungsgericht präsidententreu verhält, hatte das Votum keine Auswirkungen, da die Begründung für die Absetzung war, dass Präsident Maduro seine verfassungsmäßigen Pflichten nicht erfülle, also in der Krise „abwesend“ sei.

#### Entmachtung des Parlaments durch das Oberste Gericht im Frühjahr 2017
Am 29. März 2017 hob das Maduro-treue Oberste Gericht die Immunität aller Parlamentarier auf, entzog dem Parlament alle Kompetenzen und übertrug sie sich selbst. Zwei Tage später bezeichnete die Generalstaatsanwältin Luisa Ortega dieses Vorgehen als Verfassungsbruch. Am 1. April wurde die Entscheidung rückgängig gemacht. Unklar war, auf wessen Veranlassung das Gericht so gehandelt hatte. Der Druck der internationalen Diplomatie zur Rückgängigmachung war dementsprechend groß. Tatsächlich hatte das Oberste Gericht die Funktion der Legislative ausgeübt, womit die Gewaltentrennung aufgehoben und die Machtverhältnisse de facto einer Diktatur gleichzusetzen waren. Präsident Maduro wollte ohne Konsequenzen zur Normalität zurückkehren, die Opposition verlangte die Absetzung der Richter. OAS-Generalsekretär Luis Almagro verurteilte Maduros autoritären Regierungsstil. Venezuelas Mitgliedschaft im Mercosur war bereits im Dezember suspendiert worden. Die Vollmachten, die das Gericht gleichzeitig an Maduro übertragen hatte, blieben jedoch bestehen, so dass Maduro eigenständig Verträge des staatlichen Ölkonzerns PDVSA mit anderen Firmen aushandeln konnte.

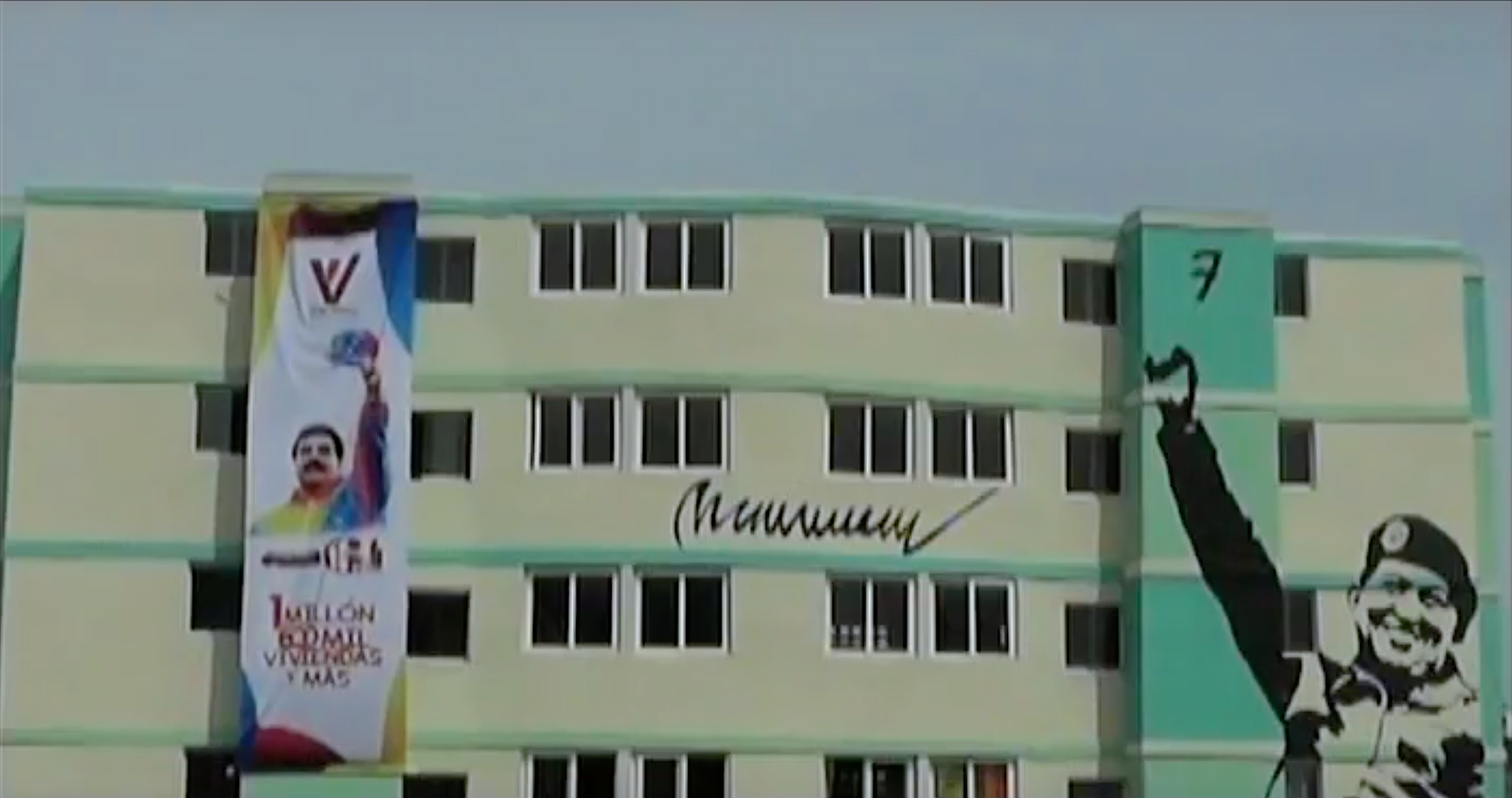
Staatlicher Personenkult in Venezuela: Neu gebaute Sozialwohnungen mit Maduros Unterschrift sowie Porträts von Chávez und Maduro an der Außenseite des Gebäudes (2017)

Als die Sozialisten den Rückhalt in der Bevölkerung zu großen Teilen verloren hatten, sollte im Jahr 2017 als letztes Bollwerk gegen die Entmachtung des Regimes von Maduro eine Verfassunggebende Versammlung die „Errungenschaften der bolivarischen Revolution in der Verfassung verankern“. Die Kompetenz zur Einberufung lag allerdings gemäß Verfassung beim Volk; auf eine solche Volksbefragung zur Einleitung der Einberufung wurde verfassungswidrig verzichtet. Die Opposition boykottierte deren Wahl (wegen der im Voraus selektierten Kandidaten); die Chavisten bezeichneten die „Wahl“ als „Sieg“. Mitglieder der über dem Parlament stehenden Versammlung sind unter anderen auch Maduros Ehefrau Celia Flores und sein Sohn Nicolás junior. Die Gewaltenteilung im Land ist seit dieser kompletten Entmachtung des Parlaments aufgehoben. Maduro regiert mit Dekreten und Sondervollmachten.
Auch die Generalstaatsanwältin Luisa Ortega Díaz hatte diese Versammlung für verfassungswidrig erklärt. Sie wurde daraufhin auf illegalem Weg ihres Amtes enthoben (das eigentlich dafür zuständige Parlament stimmte dagegen) und floh nach fadenscheinigen Anklagen außer Landes. Sie erklärte im Oktober 2017, ausreichend Beweise zu besitzen für Tötungen und Menschenrechtsverletzungen, die Präsident Maduro vor den internationalen Strafgerichtshof bringen könnten. Sie habe keine politischen Ambitionen, sie wolle nur Gerechtigkeit und die demokratischen Institutionen in ihrem Land wiederherstellen.

#### Wahl und neues Mandat 2018
Julia Buxton bilanzierte im Februar 2018, Maduro sei während seiner fünfjährigen Präsidentschaft nicht ein einziges der Probleme angegangen, die er zu Beginn von seinem Vorgänger geerbt habe. Am 27. Februar 2018 schrieb er sich vielmehr als Kandidat für die vom Herbst 2018 auf April 2018 vorverlegte Präsidentenwahl ein. Weil die Opposition die Regionalwahl boykottiert hatte, hätten sich die wichtigsten oppositionellen Parteien neu einschreiben müssen. Der Termin dafür war jedoch gleichzeitig nach hinten verschoben worden, womit eine Teilnahme der wichtigsten Kandidaten ausgeschlossen war. Diese Abstimmung wurde jedoch aufgrund mutmaßlicher Wahlfälschung von den meisten westlichen Staaten, darunter den USA, den Mitgliedern der Europäischen Union und der Mehrheit der Staaten des amerikanischen Kontinents, nicht anerkannt; obwohl manche internationale Wahlbeobachter die Wahl generell als legitim bezeichneten. So schrieb beispielsweise die kanadische Delegation, dass sie vom Wahlprozess „beeindruckt“ war, und bezeichnete die Wahl als „transparent, sicher, demokratisch und ordnungsgemäß“. Nachdem er schon seit 2017 das Parlament umgangen hatte, legte er den Amtseid nicht, wie von der Verfassung vorgeschrieben, vor dem Parlament ab.
Am 4. August 2018 kam es während einer Militärparade in Caracas zu einem Zwischenfall. Die Regierungsseite sprach von einem Anschlag mit sprengstoffgefüllten Drohnen auf Maduro, bei dem sieben Soldaten verletzt worden seien. Die Feuerwehr sprach hingegen von einer Gasexplosion in einer nahegelegenen Wohnung, auch eine Inszenierung wurde vermutet: Eine bislang unbekannte „Nationale Bewegung der Flanell-Soldaten“ wollte sich im Internet zu dem „Anschlagsversuch“ bekennen. Maduro erklärte nur wenige Stunden nach dem Zwischenfall in einer Fernsehansprache, dass ein Anschlag auf ihn durch die rechtsgerichtete Opposition verübt worden sei, und beschuldigte den Staatspräsidenten Kolumbiens, Juan Manuel Santos, mitverantwortlich zu sein. In einer unerwarteten Wende hatte Maduro sich und die Partei Anfang August 2018 als verantwortlich für die wirtschaftliche Misere des Landes bezeichnet, anstatt die Schuld wie üblich nach dem „Drehbuch der Sozialisten“ den «US-Imperialisten» anzulasten. Die NZZ kommentierte, das Schuldeingeständnis könnte Maduro noch „um die Ohren fliegen“. Ebenso gefährlich sei ein Spiel mit dem fast kostenlosen Benzin, das Venezolaner als eine Art Naturrecht ansahen; nur noch für die Inhaber des Carnet de la Patria oder bei einer Registrierung als Autofahrer bei einer Meldestelle sollte dies so bleiben, was von der Opposition als soziale und politische Kontrolle kritisiert wurde oder als Günstlingswirtschaft bezeichnet wurde. Der Schmuggel von Benzin war eine wichtige Einkommensquelle der Bevölkerung und korrupter Militärs geworden.

Politische Haltung zu Venezuela (schwarz), Stand März 2019
#535D6C neutral
1. E0E0E0 keine Stellung bezogen
red erkennen Maduro als Präsident an
blue erkennen Guaidó als Präsident an
1. 5599FF erkennen die venezolanische Nationalversammlung an

Am 15. Januar 2019 erklärte die entmachtete Nationalversammlung die Wiederwahl Maduros für unrechtmäßig und künftige Regierungsentscheidungen für nichtig. Am 23. Januar 2019 erklärte sich der Präsident des Parlaments Juan Guaidó aufgrund einer Neuauslegung von Artikel 233 der venezolanischen Verfassung zum Interimspräsidenten, da kein legitimer Präsident anwesend sei. Ecuador und weitere Länder, darunter die USA, erkannten den Parlamentspräsidenten als Interimspräsidenten an, darauf brach Präsident Nicolás Maduro die diplomatischen Beziehungen zu den USA ab. Im März wurde der Abbruch vollzogen. Mitte März 2019 forderte er alle Minister auf, ihre Rücktritte einzureichen, um einer Reorganisation aufgrund aller Arten von Bedrohungen des Landes zu dienen.
Anfang Juli 2019 stellte Michelle Bachelet, Hohe Kommissarin für Menschenrechte der Vereinten Nationen (UN) einen Bericht mit Belegen über Folter und außergerichtliche Exekutionen in Venezuela vor. Es geht dabei vorrangig um die Praxis der Fuerzas de Acciones Especiales. Am 26. März 2020 klagte das Außenministerium der Vereinigten Staaten Maduro an, mit Drogenkartellen zu kollaborieren, und schrieb 15 Millionen US-Dollar für Hinweise aus, die zu seiner Ergreifung führen. Im Mai 2020 beschuldigten Nicolás Maduro und seine Regierung die USA und das Nachbarland Kolumbien, für eine militärische Unternehmung am Anfang des Monats verantwortlich gewesen zu sein, die Maduros Sturz zum Ziel gehabt habe. Nach einem im September 2020 veröffentlichten Bericht der UN über von venezolanischen Behörden und Sicherheitskräften begangene Verbrechen seit dem Jahr 2014 machten die UN Maduro für Verbrechen gegen die Menschlichkeit verantwortlich.

#### Wahl und neues Mandat 2024
Bei der Präsidentschaftswahl am 28. Juli 2024 kandidierte Maduro erneut. Er wurde vom Vorsitzenden des Wahlrats, Elvis Amoroso, zum Sieger erklärt: Er habe sich einen Stimmanteil von 51 Prozent gesichert, Oppositionskandidat Edmundo González von der Plataforma Unitaria Democrática sei auf 44 Prozent gekommen.
Die Opposition erkannte dieses offizielle Ergebnis nicht an und reklamiert den Sieg für sich, da ihr Kandidat in vorangegangenen Umfragen klar in der Führung lag und sie zudem über Unregelmäßigkeiten bei der Wahl berichtete. In der Folge kam es zu Demonstrationen und Auseinandersetzungen mit der Polizei. Anfang August erklärte US-Außenminister Antony Blinken, dass sein Land Gonzalez als Wahlsieger anerkenne. Edmundo González verließ Anfang September das Land und erhielt politisches Asyl von Spanien, die Oppositionsführerin Maria Corina Machado begab sich in die Klandestinität. Am 10. Januar 2025 wurde Maduro für eine dritte Amtszeit vereidigt. Mehrere westliche Länder, auch die EU, reagierten auf die Vereidigung mit Sanktionen gegen mehrere Individuen.
Im Januar 2025, am ersten Tag der zweiten Amtszeit von US-Präsident Donald Trump, und im August desselben Jahres erhöhten die USA das Kopfgeld auf Maduro schrittweise von 15 auf 50 Millionen US-Dollar. Begründet hatte das US-Justizministerium dies damit, dass Maduro das Cartel de los Soles anführen soll. Noch im selben Monat ließ US-Präsident Donald Trump Kriegsschiffe vor die Küste Venezuelas verlegen bzw. eine Seeblockade einrichten. Daraufhin ließ Maduro 4,5 Millionen Reservisten bzw. Milizionäre mobilisieren. Die Verlegung wurde vonseiten der US-Regierung sowohl mit der nicht enden wollenden Opoid-Epidemie in den USA als auch mit dem Kampf gegen Lateinamerikanische Drogenkartelle begründet. Trumps Regierungssprecherin Karoline Leavitt bezichtigte Maduro, die Vereinigten Staaten mit Drogen zu fluten. Die Blockade wird von Beobachtern als Versuch gewertet, Machthaber Maduro indirekt zu stürzen.

## Polemiken

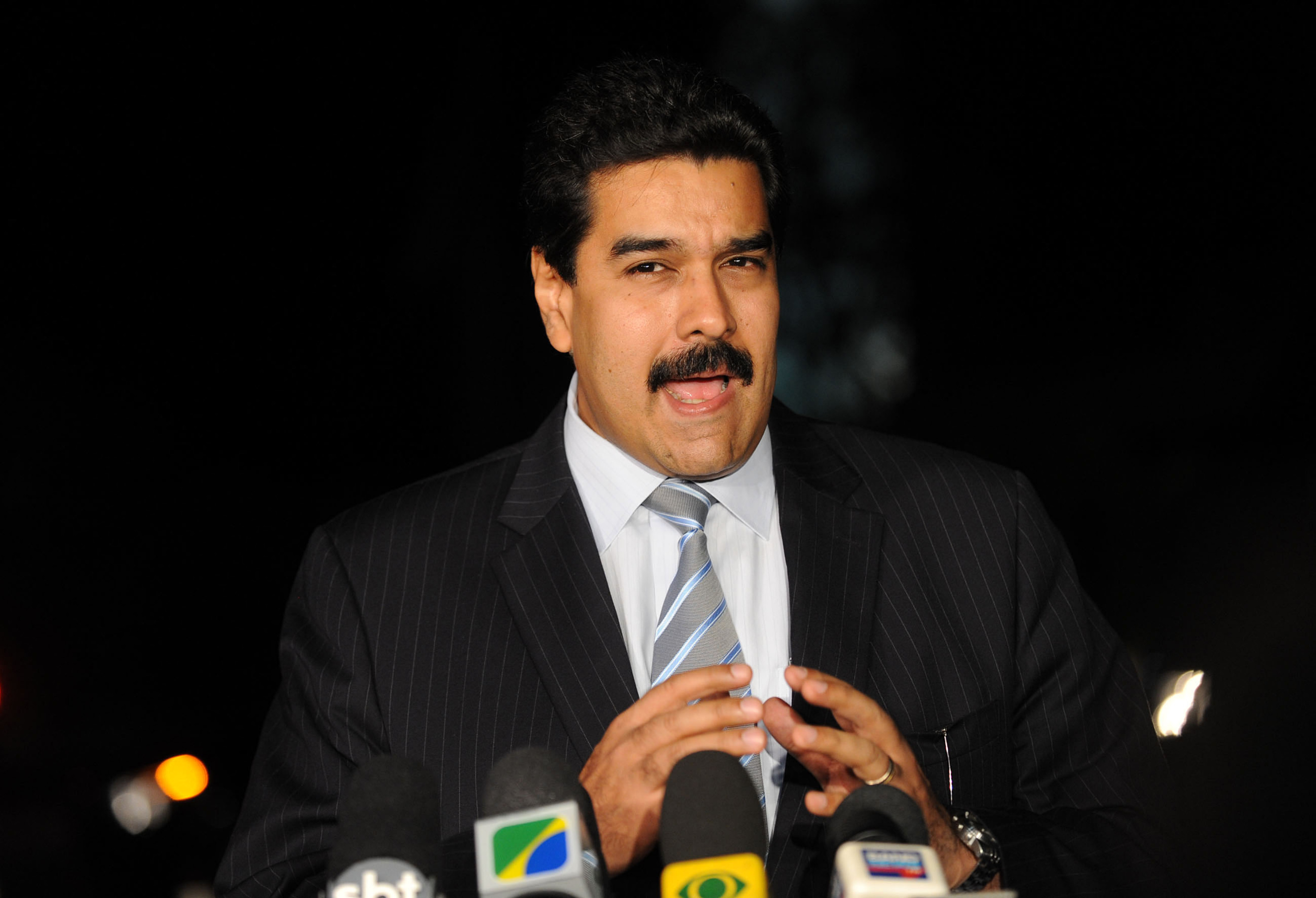
Maduro spricht zu Journalisten in Brasilien (2010)

Im Präsidentschaftswahlkampf 2012 sagte Maduro, der Oppositionsführer der Primero Justicia, Henrique Capriles, und Leopoldo López, der ehemalige Bürgermeister von Chacao, einem Stadtteil von Caracas, seien „sifrinitos, mariconzones y fascistas“ (deutsch „Snobs, Schwuchteln und Faschisten“). Darauf gab es heftige Proteste, und Maduro entschuldigte sich einige Tage später mit einer Erklärung. Maduro hat in vielen seiner Reden über „Liebe und Dienst an der Heimat“ gesprochen. Dies wird mit seinem Glauben an den indischen Guru Sathya Sai Baba in Zusammenhang gebracht. Bereits mehrfach besuchte Maduro mit seiner Frau dessen Ashram in Puttaparthi (Indien). Im Dezember 2012 erklärte Maduro in einer öffentlichen Ansprache: „Oppositionspolitiker und Landesverräter müssen mit dem Hass gegen Hugo Chávez aufhören“ und am 5. März 2013 beschuldigte Maduro die „Feinde Venezuelas“, Chávez vergiftet zu haben.
Während einer Rede am 16. März 2013 erklärte Maduro, dass Chávez der unsterbliche Kommandant des Volkes sei. Als Barack Obama die Rechtmäßigkeit der Wahl anzweifelte, meinte Maduro: „Wir verteidigen hier unsere Institutionen, den Frieden, Demokratie, die Menschen Venezuelas (…), und wir können uns mit jedem unterhalten, selbst mit dem obersten aller Teufel: Obama.“
Dem Papst schrieb Maduro Anfang Februar 2019, dass er „der Sache Jesu“ diene. Noch im Jahr 2017 hatte er zur Kirche geschrieben, sie sei „verseucht, vergiftet durch eine konterrevolutionäre Vision und eine dauerhafte Verschwörung“ («contaminado, envenenado por una visión contrarrevolucionaria y de conspiración permanente.»)

## Korruptions- und Drogenvorwürfe
Am 20. Februar 2020 berichtete der Schweizer Tages-Anzeiger in dem Artikel zum drohenden Berufsverbot einiger Julius-Bär-Banker, dass im Jahr 2018 bereits ein ehemaliger Banker „für die Elite Venezuelas, darunter die Stiefsöhne von Präsident Nicolás Maduro, Unsummen illegaler Gelder gewaschen“ habe und dafür in den USA zu 10 Jahren verurteilt wurde. Im März 2020 warf ihm das Außenministerium der Vereinigten Staaten vor, mit Drogenkartellen zu kollaborieren, und schrieb 15 Millionen US-Dollar für Hinweise aus, die zur Ergreifung von Maduro führen. Zu einer Eskalation in der Verfolgung der nach Ansicht der USA korrupten Praktiken Maduros kam es im August 2024, als das US-Justizministerium dessen Flugzeug in der Dominikanischen Republik beschlagnahmte und es in die USA zurück überführte, nachdem festgestellt wurde, dass der Erwerb des Flugzeugs unter anderem gegen die US-Sanktionen verstoße. Nach Angaben von Generalstaatsanwalt Merrick Garland sei das Flugzeug illegal für 13 Millionen US-Dollar über eine Briefkastenfirma gekauft und aus den Vereinigten Staaten unter Verletzung bestehender Sanktionen herausgeschmuggelt worden. Die US-Regierung erhöhte die Belohnung für Informationen, die zu einer Festnahme Maduros führen, am Tag seiner Vereidigung für eine dritte Amtszeit im Januar 2025 auf 25 Millionen Dollar und verdoppelte sie im August 2025 auf bis zu 50 Millionen US-Dollar.